# Bundesstraße 254
Pour les articles homonymes, voir Route 254.
La Bundesstraße 254 est une Bundesstraße du Land de Hesse.

## Trafic
Le B 254 est un raccourci fréquemment utilisée dans le trafic routier longue distance entre les autoroutes A 5 et A 7. Le projet d'inclure le B 254 dans le LKW-Maut à compter du 1er juillet 2006 est abandonné. Au lieu de cela, le 18 octobre 2006, une interdiction générale de conduire est imposée entre la connexion de Felsberg sur l'A 49 et la connexion de Fulda-Süd sur l'A 66 pour les camions de transit de plus de 12 tonnes. Les poids lourds ne peuvent y circuler que dans les conditions suivantes : pour le chargement ou le déchargement le long de l'itinéraire, dans un rayon de 75 kilomètres (à vol d'oiseau) du lieu de chargement ou de déchargement et vers et depuis le lieu de résidence du conducteur (permis spécial requis).
Avec l'interdiction, l'ancien ministre des Transports de Hesse, Alois Rhiel, veut contrecarrer la circulation supplémentaire des camions pour éviter le péage autoroutier, ce qui entraîne une charge supplémentaire pour les habitants.

## Source
- (de) Cet article est partiellement ou en totalité issu de l’article de Wikipédia en allemand intitulé « Bundesstraße 254 » (voir la liste des auteurs).

1. ↑  (de) « Minister RHIEL: "Doch keine Maut auf der B 254 zwischen Alsfeld und Fulda!" », Osthessen News,‎ 28 avril 2006 (lire en ligne)